# Imelda Chiappa
Imelda Chiappa, född den 10 maj 1966 i Sotto il Monte, Italien, är en italiensk tävlingscyklist som tog OS-silver i linjeloppet vid olympiska sommarspelen 1996 i Atlanta.